# Königlich Katholisches Gymnasium zu Oppeln

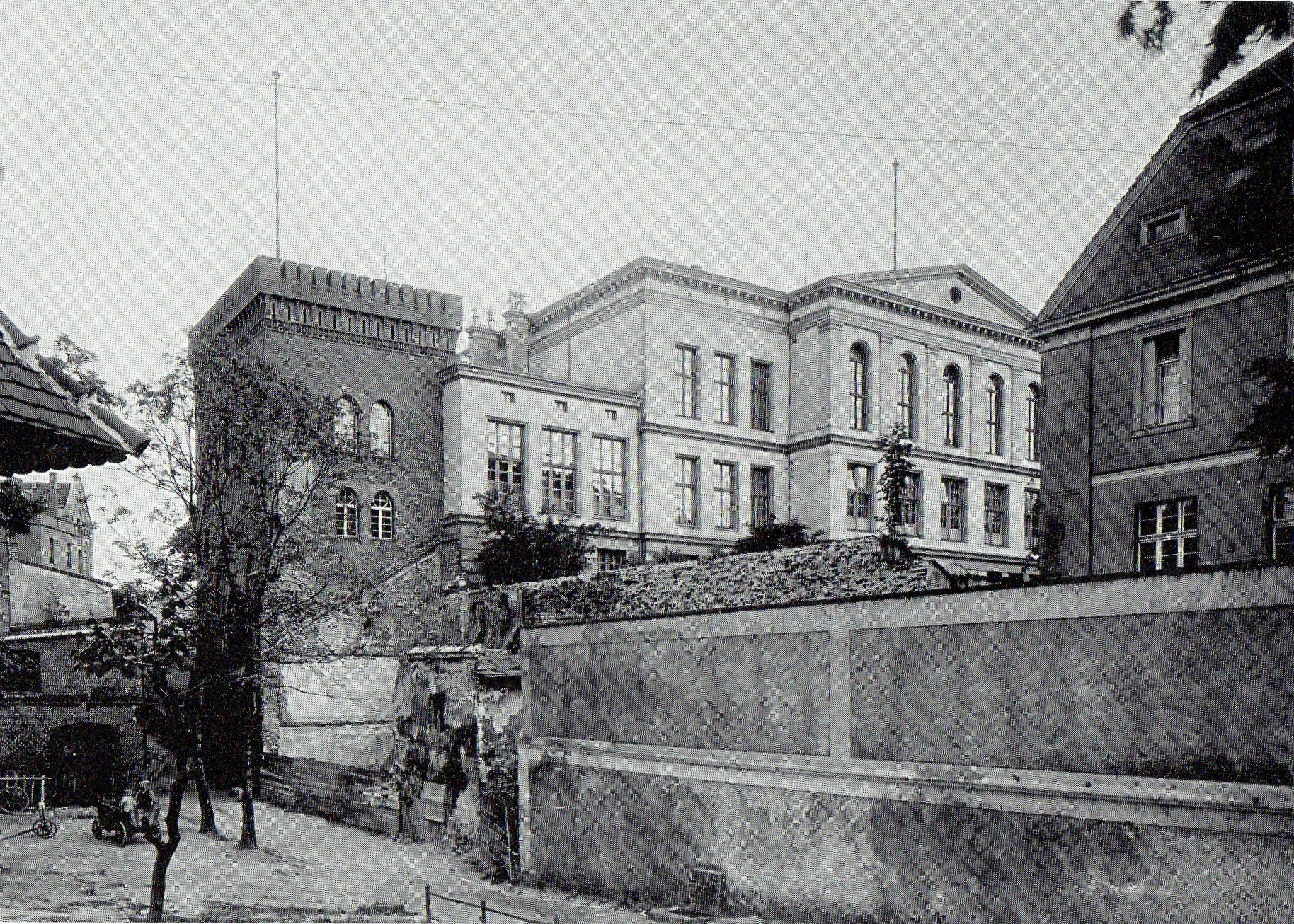
Gymnasium mit Turm des Oberen Schlosses (1935)

Das Königlich Katholische Gymnasium zu Oppeln war eine traditionsreiche deutsche Bildungsstätte. Es war das älteste Gymnasium der oberschlesischen Hauptstadt Oppeln. Das Gymnasium gab alljährlich seine Jahresberichte heraus.

## Geschichte
Im Jahre 1670 wurde in Oppeln ein Jesuitengymnasium (ab 1672 Jesuitenkolleg) eingerichtet. Nach dem Übergang Schlesiens an Preußen 1742 und der Säkularisation 1810 wurde es als „Königlich Katholisches Gymnasium“ fortgeführt. Während der Zeit des Nationalsozialismus wurde 1937 im Schulnamen der Verweis auf den Katholizismus gestrichen. Während des Zweiten Weltkriegs blieb die Schule in Betrieb, bei Annäherung der Front wurde sie nach Comprachtschütz verlegt. Nach Eroberung Oppelns im Zweiten Weltkrieg durch die Rote Armee im Januar 1945 wurde im Schulgebäude ein Hospital eingerichtet. Im April 1945 waren die meisten Räume wieder für den Unterrichtsbetrieb bereit, es wurde auch ein Internat eingerichtet.
Am 15. September 1947 wurde die Schule in die staatliche Gewerbeschule Zespół Szkół Mechanicznych w Opolu umgewandelt.

## Bekannte Schüler (Auswahl)
- Anton Piehatzek (1780–1841), Gymnasialdirektor
- Richard Schück (1859–?), Jurist und Autor
- Max Wiener (1882–1950), Rabiner, Philosoph und Theologe

## Bekannte Lehrer (Auswahl)
- Ernst Wahner (1821–1908), Gymnasiallehrer